# أماليا أميرة ناسو
الأميرة أماليا ناسو (بالفرنسية: Amalia de Nassau)‏ (أماليا غابرييلا ماريا تيريزا من مواليد 15 يونيو 2014) هي أميرة لوكسمبرجية والطفله الوحيدة فيليكس أمير لوكسمبورغ وكلير أميرة لوكسمبورغ.